# Sedlec, Litoměřice
Sedlec là một làng thuộc huyện Litoměřice, vùng Ústecký, Cộng hòa Séc.